# Pål McCarthy
Pål Rune McCarthy (Kristiansand, 24 de enero de 1966) es un deportista noruego que compitió en vela en la clase 470.
Ganó una medalla de oro en el Campeonato Europeo de 470 de 1991. Participó en los Juegos Olímpicos de Barcelona 1992, ocupando el quinto lugar en la clase 470.

## Palmarés internacional
| \| Campeonato Europeo \| Campeonato Europeo \| Campeonato Europeo \| Campeonato Europeo \| \| Año \| Lugar \| Medalla \| Clase \| \| ------------------ \| ------------------ \| ------------------ \| ------------------ \| \| 1991 \| Bergen (Noruega) \| Medalla de oro \| 470 \| |                  |                |       |
| Campeonato Europeo |                  |                |       |
| Año | Lugar            | Medalla        | Clase |
| 1991 | Bergen (Noruega) | Medalla de oro | 470   |